# Kulișove, Bahmaci
Kulișove (în ucraineană Кулішове) este un sat în comuna Piskî din raionul Bahmaci, regiunea Cernihiv, Ucraina.

## Demografie
Componența lingvistică a localității Kulișove
     Ucraineană (100%)
Conform recensământului din 2001, toată populația localității Kulișove era vorbitoare de ucraineană (100%).